# Ingagna
L'Ingagna est un torrent du Piémont coulant dans la Province de Biella. Il est tributaire de l'Elvo.

## Géographie

### Parcours

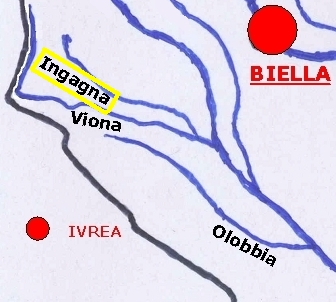
L'Ingagna et le Viona.

L'Ingagna prend sa source à environ 1 100 mètres d'altitude sur le territoire de la commune de Donato dans les ultimes contreforts méridionaux du Col de Mombarone.
Son cours est orienté dans un sens ouest-est et creuse une vallée parallèle à celle de la Viona, torrent voisin, et à la Serra d'Ivrea. Il marque également par l'un de ses tronçons la frontière entre Netro et les communes de Donato puis de Mongrando.
Lorsqu'il arrive ensuite sur la commune de Graglia, le torrent se trouve barré par une digue formant un point d'eau long de plus de 2 kilomètres. Après la digue en question, le torrent se dirige légèrement vers le sud et, après avoir traversé le village de Mongrando, reçoit la confluence de son affluent majeur en rive droite, le Viona.
Sorti ensuite de la plaine bielloise, l'Ingagna va finalement confluer à environ un kilomètre plus en aval dans l'Elvo, à 300 mètres d'altitude.
À la différence de ce qui est rapporté dans les documents de la Région piémontaise, le SIBAPO (Système Informatif de l'Autorité du Bassin du fleuve PÔ), source d'information capitale, considère l'Ingagna comme un affluent du Viona, attribuant donc à ce dernier la longueur de l'entière zone fluviale comprise entre les sources du Viona et la confluence avec l'Elvo.

### Principaux affluents

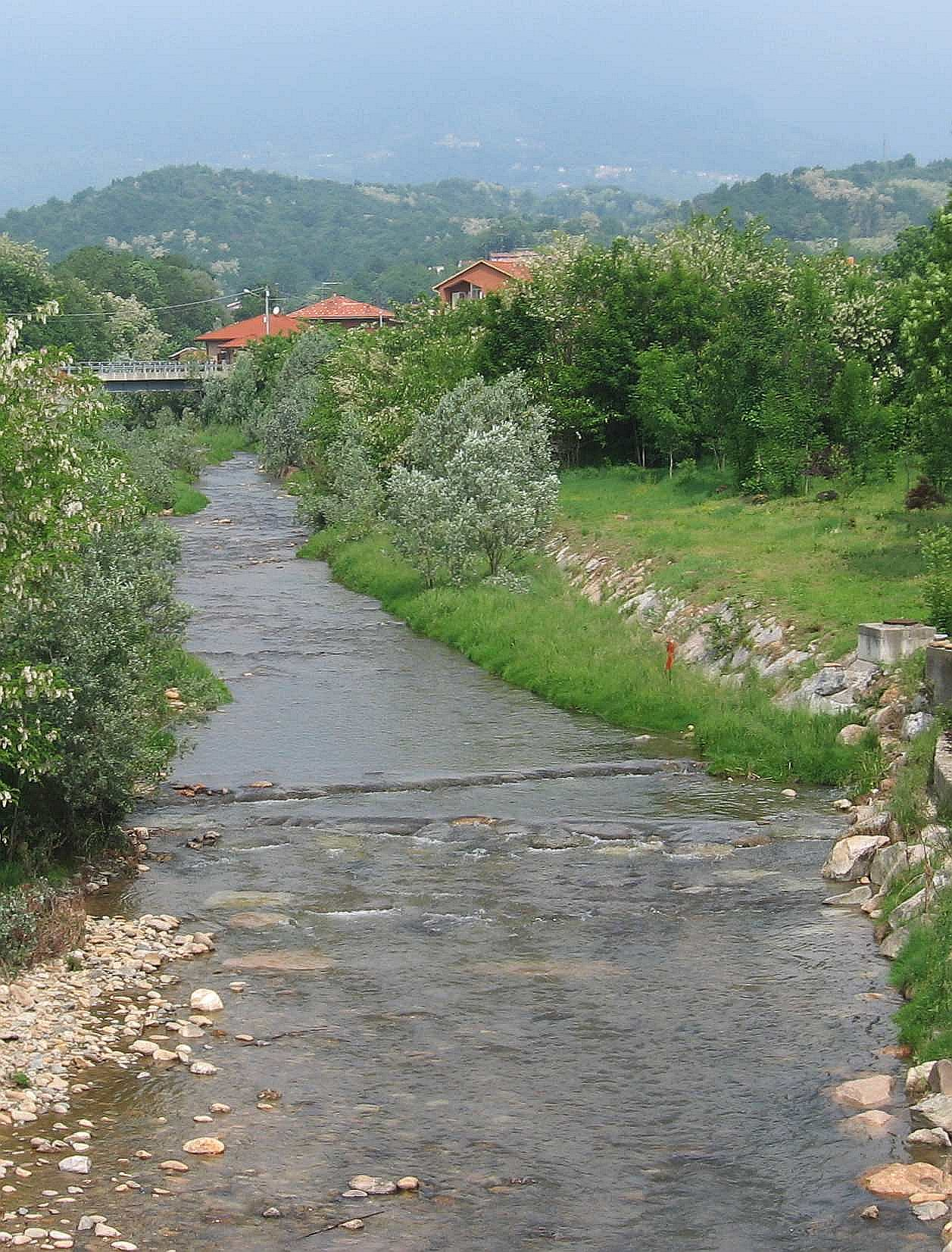
La vallée de l'Ingagna depuis le pont de Mongrando.

Hormis le Viona, les affluents d'une certaine importance se trouvent tous en rive gauche, le bassin en rive droite étant très limité par la proximité avec le Viona, se déplaçant parallèlement à l'Ingagna à une distance souvent inférieure d'un kilomètre.
Allant du mont vers la vallée, on peut trouver :
- Ruisseaux Gre et Strusa : prennent leur source sur les versants du Bric Paglie et confluent dans l'Ingagna en amont de la digue;
- Ruisseaux Ara, Boiro et Griola : drainent le territoire situé autour de Graglia et se jettent dans le Lac de l'Ingagna;
- Ruisseau Vobbia : creuse une petite vallée entre les collines de Muzzano et Camburzano et se jette dans l'Ingagna à Mongrando;
- Torrent Viona

## Utilisations
Le bassin de l'Ingagna a été réalisé dans un but d'irrigation auquel s'ajoute cependant un usage hydropotable. Le bassin peut contenir jusqu'à 8 millions de mètres cubes d'eau. Il est géré par le Consozio di Bonifica della Baraggia à l'Ouest du Sesia.

## Sources
- (it) Cet article est partiellement ou en totalité issu de l’article de Wikipédia en italien intitulé « Ingagna » (voir la liste des auteurs).